# Lagynogaster fuliginosa
Lagynogaster fuliginosa är en tvåvingeart som beskrevs av Hermann 1917. Lagynogaster fuliginosa ingår i släktet Lagynogaster och familjen rovflugor.
Artens utbredningsområde är Taiwan. Inga underarter finns listade i Catalogue of Life.